# Lechia 06 Mysłowice
Lechia 06 Mysłowice is een Poolse en voorheen Duitse voetbalclub uit de stad Mysłowice in de woiwodschap Silezië. De stad heet Myslowitz in het Duits en behoorde tot 1922 ook tot Duitsland; daarna werd de stad Pools, maar het Duitse karakter bleef nog enkele jaren behouden. Het is een van de weinige clubs uit de voormalige Duitse gebieden, die nu in Polen, Wit-Rusland of Oekraïne liggen, die nog steeds bestaan. De meeste huidige voetbalclubs uit deze gebieden werden na 1945 opgericht en de Duitse clubs werden allen ontbonden na de oorlog.

## Geschiedenis
De club werd op 22 mei 1906 opgericht als SC Borussia Myslowitz. In deze tijd was Myslowitz nog een stad in het Duitse Keizerrijk met een Duitse en Poolse bevolking. De club had zware concurrentie van de grote clubs uit het naburige Kattowitz. In 1911 fusioneerde de club, die in een crisis zat, met SC Diana Kattowitz. De naam van Diana werd behouden en in de basiself speelden zeven spelers van Diana en vier van Borussia. De club werd in 1912 kampioen van Opper-Silezië en zo mochten ze deelnemen aan de eindronde om het kampioenschap van Zuidoost-Duitsland. Ze werden in de eerste ronde uitgeschakeld door Germania Breslau.
Na het einde van de Eerste Wereldoorlog keerde slechts de helft van de spelers terug en beide clubs werden opnieuw zelfstandig. De club nam de naam VfR 1906 Myslowitz aan. In 1921 stemde meer dan de helft van de bevolking van de stad om bij Duitsland te blijven, maar in 1922 werd toch beslist om Myslowitz en Kattowitz bij het nieuwe land Polen te voegen.
Onder dwang moest de Duitse club de clubnaam in 1925 wijzigen in Klub Sportowy 06 Mysłowice. Er kwamen steeds meer Poolse leden en de club was begin jaren dertig helemaal verpoolst. De Duitse leden, voor zover die er nog waren, hadden helemaal geen invloed meer. De stad bouwde een stadion voor de club wat ze voor een Duitse club nooit gedaan zouden hebben.
Nadat Duitsland Polen binnen viel in 1939 vluchtten vele Polen de stad uit. De overgebleven leden fusioneerden met MTV 1861 Myslowitz en zo ontstond TuS 1861 Myslowitz. Na de Tweede Wereldoorlog werd de club heropgericht onder de huidige naam en werd weer volledig Pools.